# Герт, Илья Гидеонович
Илья Гидеонович Герт (2 апреля 1895—1939) — советский разведчик, капитан госбезопасности. Расстрелян в 1939 году, реабилитирован посмертно.

## Биография
Его дважды исключали из гимназии — вероятно, был он склонен к непослушанию, бунту, рискованным авантюрам... Сердце в нем преобладало над разумом, чувство — над расчетом. Он был добр, ему хотелось, чтобы и вокруг были счастливые, радостные, улыбающиеся люди, лица. Он подарил отцу радиолу, маленькую, сочетавшую радиоприемник и пластиночный проигрыватель, по тем временам — редкость. Он подарил моей матери, тяжело больной туберкулезом, красную, расшитую цветами китайскую пижаму, от нее бледные, пепельные, с заострившимися скулами щеки словно розовели, покрывались живым румянцем... Пижаму и «Маленького парижанина»...
Что же было раньше — в мятежной юношеской голове?.. Я думаю, мечта о счастье. Об огромном, всемирном счастье. О том великом счастье, когда человек — наконец-то! — свободен. И нет над ним ни жандарма, ни хозяина, ни даже Господа Бога. И человек сам себе хозяин — хозяин своей жизни, своей земли, завода — хозяин своей судьбы. И не будет ни богатых, ни бедных, награбленное раздадут неимущим, бездомных поселят в теплые квартиры, а из золота, за которое пролито столько крови, столько людей погублено, в уборных наделают стульчаки...
Что для этого нужно?
Освободить человека!
Освободить, поскольку «Человек — венец творенья, краса всего живущего!» Так говорил Шекспир... И — «Человек — это звучит гордо!» Так говорил Горький...
А тех, кто против... С теми — борьба не на живот, а на смерть. Ведь умереть, погибнуть за всеобщее счастье — это и есть величайшее счастье на земле!..
И он, дядя Илья, и такие, как он, шли — не в кабинеты, не к высокооплачиваемым должностям, не к «роскошной жизни» (тогда это называлось мещанством), — шли в бои, под пули, а потом — на страшный, смертельный риск, в разведку, каждый миг опасаясь быть изобличенным, узнанным, уничтоженным...
Тогда казалось, этот путь ведет к всеобщему счастью, не к Лубянке, не к Донскому кладбищу...
Родился в Астрахани в семье еврея-портного Готтиля (Годеля) Ароновича Герта и Тамары Гилелевны Берман. Его дед по отцовской и прадед по материнской линии были кантонистами Николаевской армии, участниками Севастопольской обороны, поэтому им по существовавшим правилам разрешалось жить вне черты оседлости; по тем же правилам дети и внуки николаевских солдат не платили за обучение в гимназии.
После курса мужской гимназии в г. Астрахании окончил университет. С 1917 года служил в Русской армии; унтер-офицер.
В 1918 году вступил в РКП(б). С 1919 года в РККА. Был военным комиссаром по охране Астрахани, комиссаром дивизиона кораблей Каспийской военной флотилии, в 1920—1921 — военный комиссар Морской экспедиционной дивизии, участник операции в Гилянской Советской Республике. Затем был комиссаром 28-й стрелковой дивизии.
В 1924 году окончил Восточный факультет Военной академии РККА. Во время учёбы в 1923 году направлялся на Туркестанский фронт, где был на посту комиссара штаба Бухарской Красной Армии. В 1924—1925 годах на разведывательной работе по линии военной разведки в Иране под прикрытием должности секретаря генерального консульства в Мешхеде.
В 1925—1927 годах управляющий делами Книгосоюза.
В органах ОГПУ-НКВД с 1927 года: сотрудник ИНО (Иностранного отдела) ОГПУ СССР. В 1928—1929 годах легальный резидент в Анкаре. После возвращения в СССР работал в центральном аппарате ИНО ОГПУ. С 1930 года главный резидент в Маньчжурии. С 29 марта 1933 года временно исполняющий должность начальника 6-го отделения ИНО ОГПУ. Затем до 1938 сотрудник 7-го отдела (иностранная разведка) ГУГБ НКВД. Капитан ГБ (20.12.1936).
Арестован 18 июля 1938 г. Внесен в список Л.Берии-А.Вышинского от 15 февраля 1939 года по 1-й категории. 21 февраля 1939 г. по обвинению в шпионаже осуждён ВКВС СССР к высшей мере наказания и в тот же день расстрелян вместе с группой осужденных ВКВС СССР сотрудников НКВД (Б. Я. Базаров, П. Д. Гутцайт, И. М. Клюквин и др.). Место захоронения — могила невостребованных прахов № 1 крематория Донского кладбища. Реабилитирован посмертно 28 ноября 1956 г. ВКВС СССР.

### Награды
- Орден Красного Знамени (18.05.1922);
- Орден Красной Звезды Бухарской НСР 1-й степени (11.10.1923)[4][5]

### Адрес
Проживал в Москве по адресу Большой Комсомольский переулок, дом 3А-1.

### Воспоминания и документы
Судьбе Герта посвящена глава «Большевик» книги «Семейный архив», написанной племянником разведчика, писателем Юрием Гертом. Наряду с воспоминаниями автора глава содержит целый ряд архивных документов и других свидетельств о бухарском периоде деятельности Герта, а также о процессе над ним.